# Existenzweisen

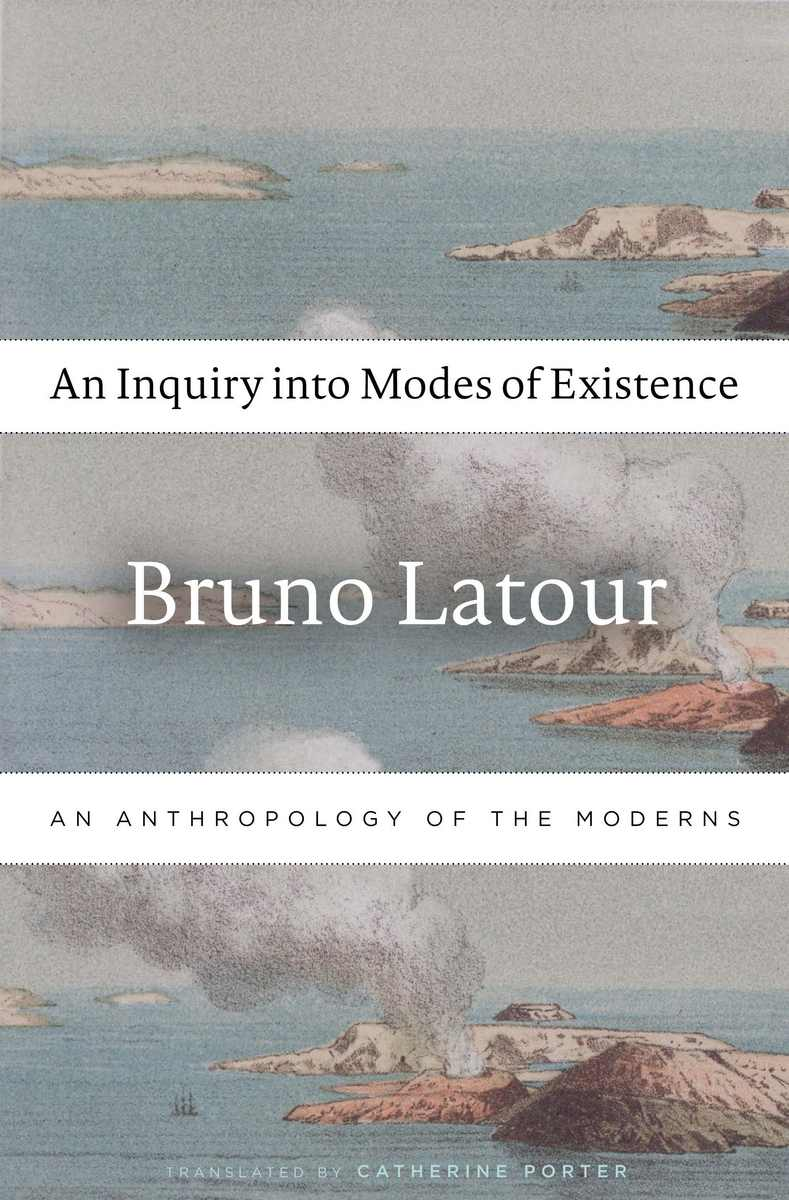
Existenzweisen, Titeldesign der englischen Ausgabe (2013)

Existenzweisen. Eine Anthropologie der Modernen (französisches Original: Enquête sur les modes d’existence: Une anthropologie des Modernes. 2012, deutsche Übersetzung 2014 von Gustav Roßler) ist der deutsche Titel eines Werks des französischen Soziologen, Ethnologen und Philosophen Bruno Latour und kann als eines seiner Hauptwerke betrachtet werden. Nach Angaben des Autors stellt Existenzweisen eine Anknüpfung und Erweiterung der Akteur-Netzwerk-Theorie dar, an deren Konzeption er maßgeblich beteiligt war. Latour tritt als Anthropologe auf, der die moderne westliche Welt einer neuen Beschreibung unterzieht, aber auch als Philosoph, der einen ontologischen Pluralismus rechtfertigt und begründet. Dabei werden institutionelle Werte verschiedener Bereiche des Seins, wie Religion, Politik und Technik, unterschieden und anhand eines Kriterienkatalogs systematisch beschrieben. Die Werte der Existenzmodi sind fragil und stehen in einem dauerhaften Spannungsverhältnis, da sie dazu neigen, die Werte der anderen nach eigenen Maßstäben zu beurteilen. Gleichzeitig können die Werte ohne die anderen nicht existieren, da sie wechselseitig aufeinander beruhen. Das Buch stellt einen Zwischenbericht dar, weil es auf einer interaktiven Online-Plattform unter dem Projektnamen AIME (An Inquiry into Modes of Existence) fortgeführt wird; wer sich registriert, kann an der Online-Diskussion über das Buch teilnehmen und so zum Co-Autor einer neuen Version werden.

## Titel
Der Begriff und Haupttitel Existenzweisen verweist auf eine Schrift von Étienne Souriau namens Die verschiedenen Modi der Existenz. Beiden wohnt das gemeinsame Interesse inne, den Entwurfscharakter von Entitäten und der Gesellschaft zu betonen. So schreibt Michael Schillmeier: „Im Sinne Souriaus können Existenzweisen als ein soziologisches Kunstwerk verstanden werden, dem jeglicher Anspruch auf Finalität fremd ist.“ Des Weiteren bezieht sich Latour auf Gilbert Simondons Monographie Die Existenzweise technischer Objekte, die bereits vorher als Pate für Latours Technikverständnis diente. Der von dem Semiotiker Algirdas Greimas stammende Begriff des Auskuppelns, den Simondon auf die Technik anwendet, konkretisiert den Entwurfscharakter Souriaus und dient Latour als zentrales Konzept zur Analyse von Vernetzungsvorgängen beziehungsweise Handlungsabläufen über die Technik hinaus.
Der Untertitel Eine Anthropologie der Modernen verdeutlicht zum einen die anthropologische Perspektive, die Latour in seinem Buch einnimmt, zum anderen den räumlichen sowie geistigen Gegenstand, der untersucht wird. Auf Grundlage einer Kritik – bei gleichzeitiger Würdigung – der konventionellen Kultur- und Sozialanthropologie, bezichtigt er das Fehlen einer Anthropologie der modernen Menschen. Die Anthropologie musste stets die Differenz vom kultivierten/wissenschaftlichen Denken und vom wilden Denken ziehen, wobei sie vom ersteren ausging, so Latour. Dadurch konnten die Modernen archaische Elemente im Inneren ausfindig machen und beseitigen. Die anthropologische Untersuchungsmethode wird also umgekehrt, wodurch nicht die Ferne, sondern die eigene westliche Welt in den Fokus gerät, wobei so getan wird, als sei die eigene Welt fremd. Nicht kulturelle Randerscheinungen, wie Folklore und Traditionen sollen untersucht werden, sondern die großen modernen Institutionen, wie Wissenschaft, Ökonomie und Politik. Dabei soll die Untersuchung nicht einem Okzidentalismus erliegen, also den theoretischen Berichten und den Aussagen vertrauen, die die Modernen über sich selbst machen. Stattdessen, so der Anspruch, werden die Praxen und Handlungsverläufe empirisch erfasst und dahingehend analysiert, dass sich die Werte der Institutionen herauskristallisieren (können).

## Theoretischer Hintergrund

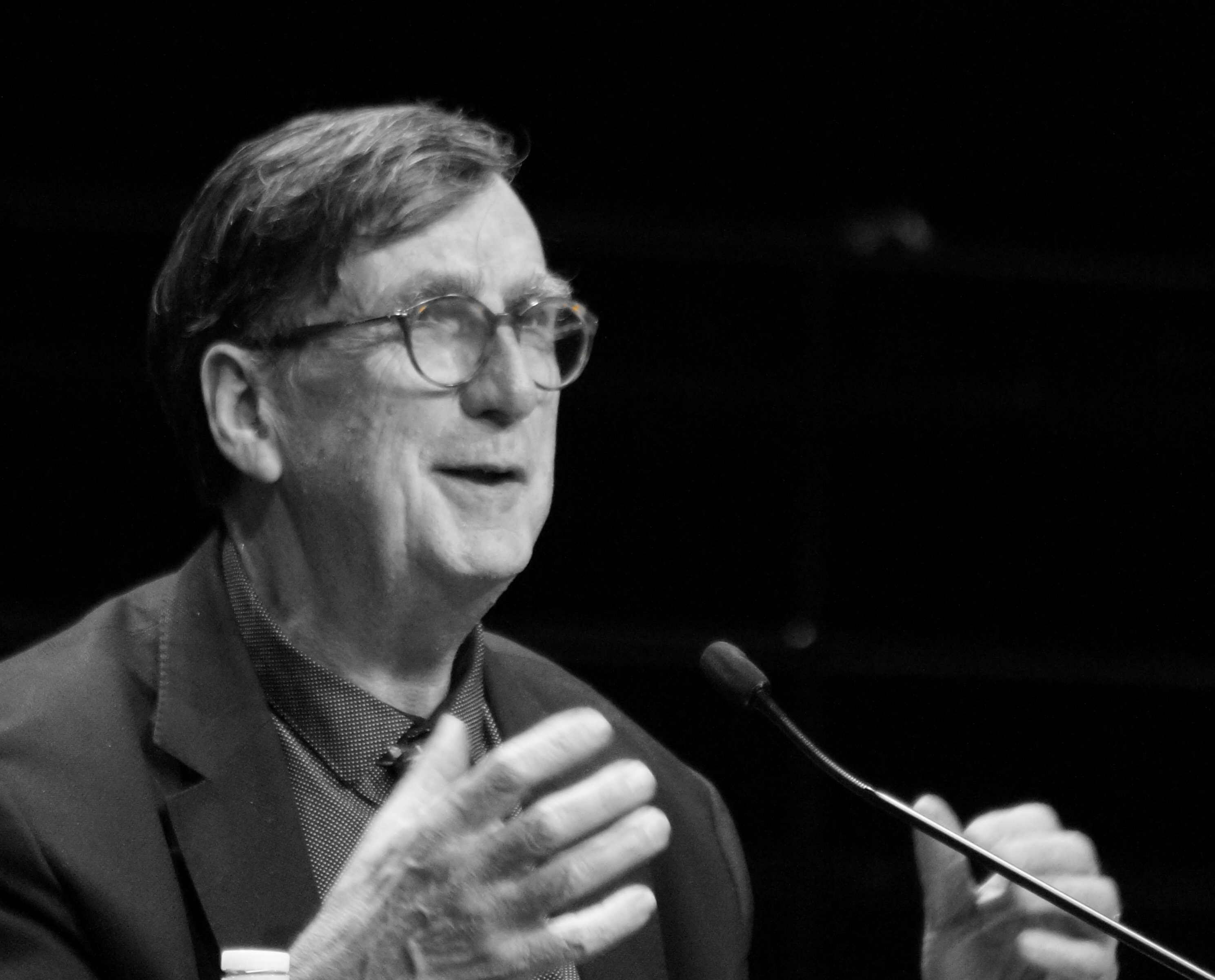
Bruno Latour (2015)

Das Buch enthält wesentliche Elemente der vorangegangenen Arbeiten Bruno Latours und kann so als Erweiterung und Zusammenfassung seines bisherigen Werks betrachtet werden; er schreibt selbst: „Dieses Werk resümiert eine Untersuchung, die ich seit einem Vierteljahrhundert mit einer gewissen Hartnäckigkeit verfolge.“ Aus der (empirischen) Beschäftigung in den 1980er Jahren mit den Science and Technology Studies, die er selbst mitgeprägt hat, gehen seine erkenntnistheoretischen Grundannahmen hervor, die in Existenzweisen eine maßgebliche Rolle spielen. Anfänglich gelten seinem Interesse ethnografische Beobachtungen naturwissenschaftlicher Forscher in Laboren oder die Untersuchungen der praktischen Bedingungen und institutionellen Infrastrukturen zur Erzeugung wissenschaftlicher Tatsachen. Dies führt zum Verständnis, dass die praktischen und materiellen (technische Geräte) Entstehungsbedingungen nach Abschluss der Arbeit der Forscher größtenteils ignoriert werden. Erkenntnissubjekt und Erkenntnisobjekt sind nicht zu trennen beziehungsweise Erkenntnis wird durch die „Verlängerung und Intensivierung“ von „Referenzketten“ hervorgebracht. Über die Untersuchung der Praxis der Naturwissenschaft hinaus entwickelt Latour eine dem Anspruch nach allgemein gültige Sozialtheorie, die Akteur-Netzwerk-Theorie (ANT), die ontologisch nicht zwischen Menschlichem und Materiellem unterscheidet und so garantieren soll, heterogene Elemente der Wirklichkeit assoziativ und netzwerkartig zu verbinden. Latour bricht nach eigenen Angaben in den Existenzweisen weniger mit der ANT, vielmehr will er sie fortsetzen und vervollständigen; so dient sie als methodisches Teilfundament. In dem zeitdiagnostischen Essay Wir sind nie modern gewesen postuliert Latour die Unmöglichkeit der Trennung von Gesellschaft und Natur und erteilt damit der klassischen Unterteilung in Vormoderne und Moderne eine Absage. Dabei attestiert er den Modernen eine Abweichung ihres theoretischen Selbstbildes von ihren tatsächlichen Praktiken. Daraus entstehen einige Studien, die versuchen, jene Abweichung in verschiedenen gesellschaftlichen Bereichen wie Wissenschaft, Wirtschaft, Politik etc. aufzuzeigen. In den Existenzweisen spielen diese Bereiche eine entscheidende Rolle, denn ihnen werden Werte zugewiesen, die spezifische Logiken aufweisen und so verschiedene Weisen des Seins darstellen.

## Besonderheiten der Publikationsform

### Gliederung
Das Buch, das in drei Teile und 16 Kapitel unterteilt ist und 666 Seiten in der deutschen Ausgabe umfasst, weist die Besonderheit auf, den Kapiteln im Inhaltsverzeichnis Kapitelbeschreibungen in Form zusammenhängender Texte unterzuordnen. Innerhalb dieser Beschreibungen befinden sich Seitenzahlen jeweils am Ende eines Satzteils; umgekehrt können die Satzteile auf den jeweiligen Seiten neben dem eingerückten Haupttext gelesen werden. Diese Satzteile haben nicht die Funktion, Unterkapitel in abstrakte, logische Einheiten zu gliedern, denn sie können nur durch das Lesen des ganzen Textes verstanden werden und bieten so der Leserin zwar mehr Information, dafür weniger Abstraktion. Das daraufhin 14 Seiten aufweisende Inhaltsverzeichnis ist somit sehr textlastig und weniger übersichtlich. Auf den letzten Seiten befindet sich eine Übersichtstabelle, in der die Existenzweisen anhand der fünf ontischen Dimensionen stichpunktartig dargestellt sind. Außerdem weist das Buch ein Glossar auf, in dem die im Buch in Kapitälchen formatierten Hauptbegriffe in deutscher, französischer und englischer Sprache tabellarisch aufgelistet sind. Das Buch verzichtet vollständig auf ein Literatur- und Quellenverzeichnis und weitgehend auf Fußnoten.

### Augmented publication (erweiterte Veröffentlichung)
Die Veröffentlichung des Buchs wird von verschiedenen Projekten begleitet und wurde als Forschungsprojekt 2011 bis 2015 innerhalb des 7. Forschungsrahmenprogramm von dem europäischen Forschungsrat der europäischen Kommission gefördert. Es wurde eine Internetseite namens AIME ins Leben gerufen von einem Team aus Informatikern, Künstlern und Geisteswissenschaftlern unter der Leitung Bruno Latours, des Forschungszentrum Medialab der grande école (Universität) Sciences Po in Paris. Das Buch ist somit noch nicht fertiggestellt, denn auf der Online-Plattform wird kollektiv an der inhaltlichen Weiterentwicklung des Textes durch eine Arbeitsgruppe und assoziierte Kollegen gearbeitet. Nach Anmeldung können generell alle Interessierte teilnehmen und an der Neugestaltung des Textes mitwirken. Seit dem Relaunch der Seite im Jahr 2015 wurde sie vermehrt dazu genutzt, Deutungs- und Verständnisprobleme zu bereinigen. Die Seite bietet außerdem eine digitale Version des Buches, ein Glossar, Fotos, Videos und Zitate in englischer oder französischer Sprache. Die Mitwirkenden sind aber dazu aufgefordert, den Quellenbestand stetig zu erweitern. Als multimediales Projekt und als Experiment einer kollektiven Online-Redaktion ist es im weiteren Kontext der Digital Humanities anzusiedeln und löst sich so schrittweise von Bruno Latour als Autor. Weitere Teile des Projekts beziehen außerdem eine Serie von Workshops und Seminare mit Experten aus verschiedenen Ländern ein; außerdem bemühte sich eine Kunstausstellung, Reset Modernity!, innerhalb des polyphonen Kunstformats GLOBALE im ZKM Karlsruhe, die Inhalte künstlerisch darzustellen.

## Inhalt

### Erkenntnistheorie
Die Wissenschaft steht in Zeiten des Klimawandels und ökologischen Krisen vor der pragmatischen Herausforderung in politischen Debatten, die Objektivität wissenschaftlicher Tatsachen vor der Verwechslung mit Meinungen verteidigen zu müssen. Latour behauptet, die hochkomplexen Gegenstände und weitreichenden Erkenntnisse der Klimatologie verursachen folgenschwere gesellschaftliche und politische Konsequenzen für die gesamte Menschheit. Weil also diese Ergebnisse so viele Menschen betreffen, kann die Objektivität in Kontroversen, die über die Wissenschaft hinausgehen, hinterfragt werden und die Wissenschaftler können sich nicht mehr nur noch auf die Gewissheit berufen, dass ihre Tatsachen unbestreitbarer Natur sind, wenngleich Latour die Existenz gesicherter Erkenntnisse nicht bestreitet. Eine Moderne, in der eine strikte Unterscheidung zwischen wissenschaftlichen Tatsachen und politischen Werten gewollt ist, kann im Anthropozän nicht mehr aufrechterhalten werden, wenn hybride Formen wie der Klimawandel sich vermehren. Deswegen versteht Latour die Modernisierung als Gegensatz zur Ökologisierung: „Zwischen Modernisieren und Ökologisieren müssen wir uns entscheiden.“
Das antisubstanzielle und anthropologische Denken Latours führt zu epistemologischen Erkenntnissen, die jenseits der Dualismen (Materie und Geist, Natur und Kultur, Wissenschaft und Politik usw.) vieler westlicher Philosophien liegen. Er erklärt, dass die mathematischen Formalismen zur Beschreibung naturhafter Phänomene in der Moderne mittels eines großen transzendentalen Sprungs zur Substanz (Grundlage) der menschlichen Erkenntnis beziehungsweise des erkennenden Geistes gemacht geworden sind. Die vor der mathematischen Abstraktion ablaufenden praktischen Etappen, die „Referenzketten“ (Experimente, Beobachtungen, graphische Darstellungen usw.) werden ignoriert und nicht als Teil der Erkenntnis gefasst. Gleichzeitig wird hinter den einzelnen naturhaften Phänomenen, die zur Materie abstrahiert werden, eine transzendentale Substanz positioniert, die wiederum deren Existenz sichern soll. Denn man konnte sich nicht vorstellen, dass die naturhaften Phänomene dem Menschen vorausgehen und dass sie ihre Existenz und Reproduktion stets selbst sichern mussten. Die Substanz war diesmal der erkennende Geist selbst. Da beide Kategorienfehler, wie Latour es nennt, für sich gesehen keinen großen Sinn machten, wurden beide gekreuzt. Das heißt, die mathematischen Zeichen, besser bekannt als Naturgesetze, wurden zur Substanz und Bedingung der materiellen Welt. Dadurch ergibt sich der moderne Glauben, die Welt besteht, unabhängig vom Menschen, aus unbestreitbaren Tatsachen, die nur entdeckt werden müssen. Latour macht den Rationalismus für die Aufrechterhaltung dieses Denkregimes verantwortlich. Mit dem Begriff der res ratiocinans (in Anlehnung an Descartes’ res extensa und res cogitans) kritisiert er diesen historisch gewachsenen Idealismus der Materie.
„Wie kann man diese Sintflut stoppen, die alles Existierende unter den Wassern der Materie ertränkt – des Gedankens der Materie? Die Schwierigkeit hört auf, die Wasser beginnen abzufließen, sobald man gewahr wird, daß diese Res Ratiocinans in keinem Fall aus oder im Raum besteht. Den Eindruck, ›überall‹ zu sein, vermittelt sie nämlich deshalb, weil sie sich buchstäblich nirgendwo befindet, denn für ihre Fortbewegungen bezahlt sie nicht durch den Aufbau irgendeines Netzwerks. Wenn sie in der Lage ist, alles zu überfluten (in Gedanken), so weil sie nie für die Kosten ihrer Ausdehnung aufkommt, weil sie alle Lücken verwischt, alle Pässe übergeht und sich verhält, als gäbe es nur Verlagerungen von undeformierbaren Notwendigkeiten, von Ursache-Wirkungs-Verkettungen, aus denen der kleinste Sprung, die kleinste Unterbrechung von Kontinuität, der Hiatus zwischen Ursache und Wirkung verschwunden wäre […]“
Aus der Grundsatzkritik an der rationalistischen Erkenntnis und mit dem Telos einer nachhaltigen und gemeinsamen Welt entsteht eine Erkenntnistheorie, die sich wechselseitig aus einem erfahrungsgeleiteten Empirismus ergibt. Die Erkenntnistheorie wird dabei als Referenz [ref] selbst zu einer Existenzweise. Erkenntnissubjekt und Erkenntnisobjekt entstehen aus der Koproduktion der Erkenntnis. Sie sind Teil einer Referenzkette, die sich durch eine konstante Abfolge von unterschiedlichen Bezugnahmen in Netzwerken auszeichnet. Dabei wird in der Kette Information weitergegeben, die sich an jeder Station in ihrer materiellen Gestalt verändert. „Wir wollten verstehen, durch welche Instrumente, welche Maschinerie, welche materiellen, historischen, anthropologischen Bedingungen es möglich ist, Objektivität hervorzubringen.“ Stationen sind z. B. Praxen, Aussagen, Menschen, Apparate, Maschinen, Flüsse von Stoffen und Energien, Räume, etwa Labore usw. in unterschiedlichen und jedes Mal neu zu bestimmenden Kontexten. Weil ontologisch Menschliches und Materielles und epistemologisch erkennendes Bewusstsein und erkannte Natur nicht mehr zu trennen sind, relativiert sich die Differenz von Ontologie und Epistemologie. Sein ist nicht unabhängig von der Erkenntnis des Seins und umgekehrt, schreibt Braun. Aus pragmatischer Sicht bringt die Beschreibung der Praxis der Wissenschaftler und der materiellen und praktischen Entstehungsbedingungen von Erkenntnis der wissenschaftlichen Institution wieder mehr Vertrauen ein. Obwohl das Vertrauen in die Institution eher abnimmt, ist ihre Glaubwürdigkeit gerade darin begründet, dass sie Garantin für die Wahrheit von Aussagen ist. Vertrauen in die Institution ist notwendig, um den Mangel des Glaubens an die Gewissheit unbestreitbarer Tatsachen ausgleichen zu können, und so die Objektivität in Kontroversen besser verteidigen zu können.

### Ontologischer Pluralismus
Die Erkenntnis als Referenz [ref] gibt damit die Hegemonie auf, andere Entitäten nach ihrem rationalen Maßstab zu beurteilen und eine objektive Wahrheit nur für sich zu beanspruchen. Stattdessen gibt es andere Wahrheiten oder andere Arten des Wahrsprechens, die die Werte der anderen Existenzweisen ausmachen, wie eine politische, religiöse, ästhetische Wahrheit usw. Diese Wahrheiten entsprechen den Werten von Handlungsbereichen. Jene Bereiche, die für die Entstehung und das Verständnis der Moderne am wichtigsten sind, sind teilweise nicht adäquat institutionell verankert, weil verschiedene Werte in Konflikt stehen. Die erneute Institutionalisierung unterdrückter Werte sieht Latour als seinen diplomatischen Anspruch. Jede Existenzweise hat verschiedene „Urteilsprinzipien“, die „explizit“ und „reflexiv“ herangezogen werden, um über „wahr“ und „falsch“ zu entscheiden. Es gibt also unterschiedliche Artikulationsweisen der Wirklichkeit. Diese lassen sich jedoch nicht entlang eines Dualismus entweder auf die eine Seite der Sprache oder auf die andere Seite der Welt einordnen. „Wenn es mehrere Weisen zu existieren gibt und nicht nur zwei, kann man nicht mehr einfach die eine durch Widerspruch mit der anderen definieren.“ Während der Dualismus hierbei untergraben wird, erweitert sich die Ontologie in zweierlei Hinsicht. Die Vielfalt der Existenz, also die verschiedenen Existenzweisen und die Verschiedenheit der Urteilsformen über Existierendes fasst Latour mit dem Begriff des ontologischen Pluralismus zusammen.
„Um in unserer Untersuchung voranzukommen, brauchen wir einen ontologischen Pluralismus, der vorher kaum möglich war, da der einzige erlaubte Pluralismus vielleicht in der Sprache, in der Kultur, in den Repräsentationen, jedenfalls nicht in den Dingen selbst zu suchen war, denn diese waren vollständig in Anspruch genommen von jener befremdlichen Aufgabe, die Außenwelt zu bilden, ausgehend von einer Materie argumentativer Substanz, der res ratiocinans.“

### Netzwerk
Zur empirischen Beschreibung der sozialen Praxis der Institutionen wird der Begriff des Akteur-Netzwerks herangezogen, da er die Stellung von Akteuren ausschließlich durch ihre Wirkung bestimmt und so in der Lage ist die prozessualen Handlungsbeiträge von menschlichen und nicht-menschlichen Wesen symmetrisch zu beschreiben. Als metasprachliches Instrument und eigene Existenzweise, namens Netzwerk [net], befähigt es die im Einzelfall zu bestimmenden zeitlichen Handlungsketten, die durch verschiedene gesellschaftliche Bereiche führen, ausfindig zu machen. Die Netzwerke verbinden oder überschreiten die Grenzen der Bereiche und erlauben Artikulationszusammenhänge zwischen ihnen, denn in der Wirklichkeit sind sie stets vermischt. Latour beschreibt es als „[e]in Werkzeug, das die Tatsache berücksichtigt, daß eine Grenze weniger eine Grenzlinie zwischen zwei homogenen Ensembles anzeigt als eine Intensivierung des Grenzverkehrs zwischen fremden Elementen.“

### Beziehungen der Existenzweisen
Gleichzeitig hat der Netzwerk-Modus jedoch die Schwierigkeit, die Differenzen zu berücksichtigen, die die Menschen reflexiv von ihrer Welt mittels Institutionen machen. Nur das empirische Nachzeichnen der Beziehungsgeflechte reicht nicht aus, um die Eigenlogik bestimmter Handlungsfelder beziehungsweise Institutionen (der Existenzweisen) zu bestimmen. Die Netzwerkperspektive ist nicht in der Lage verschiedene Formen der Assoziierung zu unterscheiden. Das Programm von Existenzweisen soll diesen Mangel durch die Einführung eines weiteren Existenzmodus namens Präposition [prä] aufheben. Wird in der Empirie eine Verbindung zwischen zwei potenziellen Handlungsfeldern mittels [net] ausfindig gemacht, so ist [prä] in der Lage, metasprachlich die zwei Handlungsfelder als Existenzweisen zu kreuzen und so zu zeigen mit welchen Existenzweisen man es zu tun hat. Das heißt: die Eigenlogiken der beiden Existenzweisen, sowie deren Differenzen zueinander, werden durch Vergleichen herausgestellt. Sie lassen sich also theoretisch unterscheiden und artikulieren selbstreferentiell eigene Werte, aber gleichzeitig beruhen die Existenzweisen bis in ihre innerste Funktionsweise aufeinander. Sie sind voneinander abhängig und dienen sich gegenseitig als Werkzeuge. Diese Beziehungen werden durch die Kreuzungen sichtbar. So hält Henning Laux passend fest: „So braucht die Wissenschaft die Fiktion, um den von ihr erfassten Referenzen eine konkrete Gestalt zu verleihen [ref ∙ fik], die Religion braucht Organisationsprozesse, um Heilsversprechen über institutionelle Infrastrukturen glaubhaft zu transportieren [rel ∙ org], die Politik zählt auf das Recht, um kollektive Verbindlichkeit herzustellen [pol ∙ rec], Netzwerke sind für ihre Ausbreitung auf die richtungsweisenden Signale der Präpositionen angewiesen [net ∙ prä], moralische Bedenken können nur dann etwas bewirken, wenn es überhaupt die Möglichkeit zur Umkehr gibt [mor ∙ met], technische Innovationen sind lediglich von Dauer, wenn sich ihre praktische Handhabung in die Gewohnheiten einschreiben kann [tec ∙ gew] etc.“ Wenn allerdings eine Existenzweise ihre Eigenlogik auf eine andere Existenzweise beziehungsweise auf deren Praxis anwendet, dann wird von einem Kategorienfehler gesprochen. Latour geht in Existenzweisen anthropologisch den historischen und groß angelegten Kategorienfehlern der Moderne nach. Er identifiziert sie mit dem Begriff des Glaubens – eine Sache für eine andere halten – in Abgrenzung zu den Glaubensüberzeugungen und erklärt sie zum konstitutiven sowie konstituierenden Prinzip der Moderne. Bei der Kreuzung [ref · rel] zum Beispiel lässt sich der letztlich gescheiterte wissenschaftliche Versuch eines Gottesbeweis, bei gleichzeitiger Ablehnung Gott als Gegenstand religiösen Erlebens zu fassen, als Kategorienfehler registrieren.

### Funktionsweisen der Existenzweisen
Die Neubeschreibung des Seins als Sein-als-Anderes fungiert axiomatisch als ontologische Schablone für alle Existenzweisen. Sie wird durch fünf zusammenhängende ontische Dimensionen ausgedrückt.
1. Die Essenz der Existenz wird nicht durch die Zuweisung von Wesenseigenschaften bestimmt, sondern die Essenz ist der Prozess der Entstehung und des Fortbestehens, die „Trajektorie“ von Entitäten. Die Trajektorie beschreibt die spezifische Prozesslogik einer Existenzweise.[43] Dabei müssen die Existierenden ihre Existenz selbst sichern.[44]
2. Ein existenter Handlungsverlauf kann abbrechen, wenn er nicht in der Lage ist, durch kleine transzendente Sprünge, Lücken (Hiatus) zu überwinden.
3. Der Erfolg oder Nichterfolg ist von gewissen Gelingens- beziehungsweise Misslingensbedingungen abhängig, die Urteile über Wahrheit und Falschheit innerhalb eines Existenzmodus zulassen.[45] Fabian Link zufolge stammen die Begriffe aus der Sprechakttheorie von John Austin und John Searle, womit Grundsätze, des amerikanischen Pragmatismus zum Tragen kommen, wonach wahr ist was gelingt oder funktioniert.[46]
4. Während das Sein durch verschiedene Existenzweisen Gestalt annimmt, erlebt es je nach Existenzweise spezifische Veränderungen, sogenannte Alterierungen.[47] Sie stehen als Ressourcen für die anderen Existenzweisen zur Verfügung.[48]
5. Im Erfolgsfall bringt eine Existenzweise zu instaurierende Wesen hervor, das heißt Erscheinungsformen, die als abstrakte Institutionen verstanden werden müssen, die aufrechterhalten und wiederhergestellt werden müssen.[49] Darunter können so unterschiedliche Entitäten wie Lebewesen, physikalische Kräfte, politische Gruppen, Organisationen, Psychen, Erfindungen, Kunstwerke betrachtet werden.[50]

### Die verschiedenen Existenzweisen
Latour fasst die Existenzweisen in verschiedenen Gruppen zusammen. Zur ersten Gruppe gehören Reproduktion [rep], Metamorphose [met] und Gewohnheit [gew]; sie gehen dem Menschen voraus. Reproduktion bezieht sich auf Operationsketten, die lebendige Körper wie Menschen, Tiere, Pflanzen, Bakterien, physikalische Kräfte usw. subsistieren lässt, die später vom Menschen zu Natur zusammengefasst worden sind. Die Wesen der Reproduktion kämpfen alle auf ihre Weise ums Überleben und besitzen deshalb eine eigene ontologische Würde, wobei sie nicht mit Naturgesetzen gleichzusetzen sind. Mit Metamorphose sind unsichtbare Wesen gemeint, die zu Veränderung fähig sind und Veränderung bedingen. Sie sollen die unsichtbare Welt mit der sichtbaren Welt verbinden, da sie durch Aufgabe des Dualismus nicht mehr nur in der Innenwelt des Menschen, als interne Repräsentationen, positioniert werden können. Erst durch sie konnte der Mensch eine Psyche entwickeln. Durch krisenbehaftete Emotionen beeinflussen sie auch in der Moderne unentwegt den Menschen. Latour spricht von psychogenen Netzwerken, wie Computerspiele, Psychoanalyse, oder Regenbogenpresse und so weiter, die in der Moderne zahlreich vorhanden sind. Er macht keinen Unterschied zwischen diesen und Geistern, Gottheiten oder Idolen anderer Kulturen.
Der Mensch ist heute das was er ist, weil er Existenzweisen wie Technik [tec], Kunst/Fiktion [fik] und die wissenschaftliche Referenz [ref] häufig frequentiert hat. „Sie sind geschickt, phantasievoll und fähig zur Erkenntnis geworden, dadurch dass sie viel zu schaffen hatten mit diesen Existenzmodi.“ Gleichzeitig konnten sich diese Existenzweisen, die Latour als Quasi-Objekte zusammenfasst, nur durch den Menschen herausbilden. Die Existenzweisen der Quasi-Subjekte bestehend aus Politik [pol], Recht [rec] und Religion [rel] geben den Menschen eine Möglichkeit sich auszudrücken und sind somit Produzenten von Subjektivitäten. Vermittels komplexer Prozesse entstehen unabhängige Bürger, verantwortungsvolle Personen, geliebte und anerkannte Menschen.
Die Ökonomie ist nach der Materie die zweite „Natur“ der Moderne; sie besteht in Wirklichkeit aus drei Existenzmodi der vierten Gruppe. Sie hat den Anspruch die Quasi-Objekte und die Quasi-Subjekte miteinander zu verbinden. Der Modus Bindung [bin] ersetzt den Tausch und zielt im Gegensatz auf das Begehren von Waren und Produkten mittels leidenschaftlichen Interessen, wodurch Güter aber auch das Übel vervielfältigt werden. Organisation [org] macht es möglich mittels handlungsleitenden Skripten, die Rahmungen, Rollen und Größenverhältnisse schaffen, Organisationen hervorzubringen. Für Latour bedeutet Moralität die optimale Zweck-Mittel-Relation zu bestimmen.

## Rezeption
Der Leser wird von einer inszenierten, fiktiven Ethnologin durch das Buch geführt. Sie wird mit dem Anspruch ausgestattet, eine ethnographische und unvoreingenommene Perspektive einzunehmen, mittels derer die großen modernen Institutionen untersucht werden sollen. So stellt Henning Laux fest, dass „[…] ihr Auftritt […] die Verfügbarkeit eines transzendenten Beobachterstandpunkts, der nicht nur kulturelle Vorannahmen, sondern feldspezifische Perspektiven und Wissensbestände hinter sich lässt, [suggeriert].“ Diese Unabhängigkeit werde verstärkt durch die Tatsache, dass das gedruckte Buch keinerlei Quellen beziehungsweise Literaturangaben aufweist, wodurch sowohl positive als auch negative Bezugnahmen zu anderen Autoren verhindert und wissenschaftliche Anschlussfähigkeit an existierende Wissensbestände erschwert werden, wodurch es am Leser liegt wissenschaftliche Einordnungen vorzunehmen. Auch sprachlich wirke der Text, so Andreas Braun, „etwas chaotisch und unstrukturiert“, hinzu kommen viele „methodische, begriffliche, stilistische und inhaltliche Neuerungen.“ Es wird somit der Eindruck einer kontextfreien Untersuchung erweckt, die wie in René Descartes’ Meditationen erst alles anzweifelt, um dann mit unverstelltem Blick zu Erkenntnissen über das Sein zu kommen, wenngleich Latour ihn ja gerade als Gründungsvater eines rationalistischen Dualismus scharf kritisiert. Im Gegensatz dazu bezieht sich Latour im großen Stil auf eigene empirische Studien, ohne dies zu benennen. Diese sind aber essentiell für das Verständnis und den Nachvollzug, wodurch im Grunde die Kenntnis des Gesamtwerks von Latour vorausgesetzt wird. Laux merkt dazu an: „So fällt die Darstellung von Existenzweisen, wie dem Recht, der Religion oder Technik, in einigen Punkten weit hinter den in früheren Studien erreichten Detailreichtum zurück. Dabei bleibt unklar, ob die reduzierte Darstellung mit einer Absage an vorherige Einsichten begründet ist, oder ob die Kenntnis dieser Arbeiten einfach als bekannt vorausgesetzt wird.“ So wird – aufgrund der Aktualität des Werks – noch zu klären sein, ob und wie weit sich das Werk außerhalb der Grenzen der Sozialwissenschaften bewegt.
Inwiefern das Werk sich von der der früheren Programmatik der Akteur-Netzwerk-Theorie abwendet, wird unterschiedlich beantwortet. Markus Schroer wirft gegenüber der ANT die Frage auf, ob sich menschliche Akteure nicht nur in einem Netzwerk versammelt sehen wollen, sondern auch unterscheiden wollen. Es können immer nur Teile der Verknüpfungen der Wirklichkeit zum Gegenstand wissenschaftlicher Untersuchungen gemacht werden merkt Georg Kneer mit Max Weber an. Bei der ANT sucht man vergeblich nach einschränkenden Kategorien, die wie Webers Wertideen in der Lage sind bestimmte Ausschnitte der unendlichen Vielfältigkeit der Welt herauszuheben. Latour reiht sich selbst in Existenzweisen in die Reihe der Kritiker seiner ANT ein und diagnostiziert: „Nicht vollkommen grundlos klagt man jene Theorie deshalb des Machiavellismus an: Alles kann sich mit allem assoziieren, ohne daß klar ist, wie man definieren soll, was erfolgreich ist und was scheitern kann.“ Mit den Existenzweisen liefert Latour, so scheint es, die geforderten Wertdifferenzen der sozialen Welt, ohne die Akteur-Netzwerk-Theorie aufzugeben. Andreas Braun spricht von einer metaphysischen Wende, weil sein „begriffliches Instrumentarium“ dahingehend „erheblich erweitert und programmatisch restrukturiert“ wird, dass nicht nur Hybride, sondern alle für ihn existenten Phänomene inklusive der Natur involviert werden. Henning Laux erkennt die Überwindung der Unzulänglichkeiten der ANT durch das Projekt der Existenzweisen an, spricht bereits von einer Soziologie der Existenzweisen und attestiert Latour eine differenzierungstheoretische Wende. Er stellt eine gewisse Nähe zu differenzierungstheoretischen Autoren wie Max Weber, Jürgen Habermas oder Pierre Bourdieu her.
Vor allem der Vergleich mit Niklas Luhmanns Systemtheorie steht im Zentrum der Debatte, denn beide Autoren „setzen auf eine operative Theorieanlage, bei der distinkte Sinnlogiken nicht als Substanzen, sondern als Prozesse aufgefasst werden“, befindet Laux. Andreas Brauns großangelegter Vergleich arbeitet, trotz bestehen bleibender Unterschiede, Ähnlichkeiten heraus, wonach beide von einer iterativen Erkenntnis ausgehen, die in einer funktional differenzierten Gesellschaft in einem unter mehreren Wirklichkeitsausschnitten produziert wird. Weder Wissenschaft noch Politik (usw.) können als partikulare Formen der Wirklichkeitskonstruktion eine Deutungshoheit für sich beanspruchen. „Beide Theoretiker bemühen sich dabei bislang durchaus, eine aufklärende Position zur Moderne zu entwickeln – Luhmann mit der soziologischen Aufklärung, Latour in der symmetrischen Anthropologie […].“ Werner Vogd sieht eine Nähe zwischen Latour und Luhmann in der komplementären Spiegelbildlichkeit ihrer Theorieprogramme. Beide nehmen epistemisch gegensätzliche Ausgangspunkte ein, landen aber beide bei dem gleichen Bezugsproblem oder einem Desiderat, das sie zur Erweiterung ihrer Theorieprogrammatik zwingt. Einen wesentlichen Unterschied macht aber vor allem die unterschiedliche Akzentuierung des Menschen aus, der bei Luhmann außerhalb der Gesellschaft steht oder in der Umwelt des Systems. Latour rückt ihn als Hybridaggregat, aufgrund der metatheoretischen Beschaffenheit, wonach sich die Existenzweisen durch die Praxen konzeptualisieren, wieder in den Mittelpunkt. „Durch eine jeweils spezifische Kombination einander wechselseitig enaktierender Quasi-Objekte und Quasi-Subjekte formatiert, wird der Mensch zu einem fühlenden Wesen, das vor sich und anderen Rechenschaft abzugeben hat, das Gnade und Heil erfährt, und das die Sünde begehen kann sich in Hinblick auf die Konstitutionsbedingungen seiner eigenen Natur zu irren.“ So weist Latour immer wieder darauf hin, dass er sich über die Existenzweisen teilweise auch täuschen könne und dass das Buch nur ein provisorischer Bericht darstelle. Als wissenschaftlicher und menschlicher Beobachter beziehungsweise als Materialität einer Reflexivität begreift er sich nicht gegenüber der Welt, sondern als ein Teil von ihr, befindet Vogd. Der eigenen Fehlbarkeit begegnet Latour wohl mit der kollektiven und kollaborativen Verbesserung und Weiterentwicklung des Textes auf der Internetplattform AIME, wo einige menschliche Wissenschaftler netzwerkartig reflexiv über Ontologien und Metaphysiken vieler Menschen nachdenken.